# SPA17
SPA17 (англ. Sperm autoantigenic protein 17) – білок, який кодується однойменним геном, розташованим у людей на короткому плечі 11-ї хромосоми. Довжина поліпептидного ланцюга білка становить 151 амінокислот, а молекулярна маса — 17 406.
| 10         |  | 20         |  | 30         |  | 40         |  | 50         |
| ---------- |  | ---------- |  | ---------- |  | ---------- |  | ---------- |
| MSIPFSNTHY |  | RIPQGFGNLL |  | EGLTREILRE |  | QPDNIPAFAA |  | AYFESLLEKR |
| EKTNFDPAEW |  | GSKVEDRFYN |  | NHAFEEQEPP |  | EKSDPKQEES |  | QISGKEEETS |
| VTILDSSEED |  | KEKEEVAAVK |  | IQAAFRGHIA |  | REEAKKMKTN |  | SLQNEEKEEN |
| K          |  |            |  |            |  |            |  |            |

A: Аланін

D: Аспарагінова кислота

E: Глутамінова кислота

F: Фенілаланін

G: Гліцин

H: Гістидин

I: Ізолейцин

K: Лізин

L: Лейцин

M: Метіонін

N: Аспарагін

P: Пролін

Q: Глутамін

R: Аргінін

S: Серин

T: Треонін

V: Валін

W: Триптофан

Локалізований у мембрані.